# Saint-Méen
Saint-Méen (bret. Sant-Neven) – miejscowość i gmina we Francji, w regionie Bretania, w departamencie Finistère.
Według danych na rok 1990 gminę zamieszkiwało 535 osób, a gęstość zaludnienia wynosiła 46 osób/km² (wśród 1269 gmin Bretanii Saint-Méen plasuje się na 808. miejscu pod względem liczby ludności, natomiast pod względem powierzchni na miejscu 780.).